# Courmayeur Ladies Open 2021 - Qualificazioni singolare
Le qualificazioni del singolare femminile del Courmayeur Ladies Open sono state un torneo di tennis preliminare per accedere alla fase finale della manifestazione. Le vincitrici dell'ultimo turno sono entrate di diritto nel tabellone principale. In caso di ritiro di una o più giocatrici aventi diritto a queste sono subentrati le lucky loser, ossia le giocatrici che hanno perso nell'ultimo turno ma che avevano una classifica più alta rispetto alle altre partecipanti che avevano comunque perso nel turno finale.

## Teste di serie
1. Cristina Bucșa (qualificata)
2. Zheng Qinwen (qualificata)
3. Natal'ja Vichljanceva (primo turno)
4. Aliona Bolsova (qualificata)
5. Giulia Gatto-Monticone (qualificata)
6. Ankita Raina (ultimo turno, Lucky loser)

1. Urszula Radwańska (ultimo turno, Lucky loser)
2. Federica Di Sarra (ultimo turno)
3. Mandy Minella (spostata nel tabellone principale)
4. Emina Bektas (primo turno)
5. Naiktha Bains (primo turno)
6. Martina Di Giuseppe (qualificata)

## Qualificate
1. Cristina Bucșa
2. Zheng Qinwen
3. Stephanie Wagner

1. Aliona Bolsova
2. Giulia Gatto-Monticone
3. Martina Di Giuseppe

## Lucky loser
1. Urszula Radwańska

1. Ankita Raina

## Tabellone

### Legenda
| - Q = Qualificato - WC = Wild card - LL = Lucky loser | - ALT = Alternate - SE = Special Exempt - PR = Protected Ranking | - w/o = Walkover - r = Ritirato - d = Squalificato |

### Sezione 1
|  | Primo turno | Primo turno     | Primo turno     | Primo turno | Primo turno |  |  | Ultimo turno | Ultimo turno   | Ultimo turno   | Ultimo turno | Ultimo turno |  |
|  |             |                 |                 |             |             |  |  |              |                |                |              |              |  |
|  | 1           | Cristina Bucșa  | Cristina Bucșa  | 6           | 6           |  |  |              |                |                |              |              |  |
|  |             | Stefania Rubini | Stefania Rubini | 1           | 1           |  |  | 1            | Cristina Bucșa | Cristina Bucșa | 6            | 6            |  |
|  | WC          | Federica Rossi  | Federica Rossi  | 7           | 6           |  |  | WC           | Federica Rossi | Federica Rossi | 2            | 4            |  |
|  | 10          | Emina Bektas    | Emina Bektas    | 5           | 4           |  |  |              |                |                |              |              |  |

### Sezione 2
|  | Primo turno | Primo turno        | Primo turno        | Primo turno | Primo turno |  |  | Ultimo turno | Ultimo turno      | Ultimo turno      | Ultimo turno | Ultimo turno |  |
|  |             |                    |                    |             |             |  |  |              |                   |                   |              |              |  |
|  | 2           | Zheng Qinwen       | Zheng Qinwen       | 6           | 6           |  |  |              |                   |                   |              |              |  |
|  |             | Cristiana Ferrando | Cristiana Ferrando | 3           | 3           |  |  | 2            | Zheng Qinwen      | Zheng Qinwen      | 6            | 6            |  |
|  | WC          | Angelica Moratelli | Angelica Moratelli | 2           | 1           |  |  | 7            | Urszula Radwańska | Urszula Radwańska | 2            | 2            |  |
|  | 7           | Urszula Radwańska  | Urszula Radwańska  | 6           | 6           |  |  |              |                   |                   |              |              |  |

### Sezione 3
|  | Primo turno | Primo turno           | Primo turno           | Primo turno | Primo turno |  |  | Ultimo turno | Ultimo turno     | Ultimo turno     | Ultimo turno | Ultimo turno |  |
|  |             |                       |                       |             |             |  |  |              |                  |                  |              |              |  |
|  | 3           | Natal'ja Vichljanceva | Natal'ja Vichljanceva | 2           | 64          |  |  |              |                  |                  |              |              |  |
|  |             | Tara Moore            | Tara Moore            | 6           | 7           |  |  |              | Tara Moore       | Tara Moore       | 3            | 3            |  |
|  |             | Stephanie Wagner      | 6                     | 2           | 6           |  |  |              | Stephanie Wagner | Stephanie Wagner | 6            | 6            |  |
|  | 11          | Naiktha Bains         | 3                     | 6           | 3           |  |  |              |                  |                  |              |              |  |

### Sezione 4
|  | Primo turno | Primo turno        | Primo turno        | Primo turno | Primo turno |  |  | Ultimo turno | Ultimo turno      | Ultimo turno | Ultimo turno | Ultimo turno |  |
|  |             |                    |                    |             |             |  |  |              |                   |              |              |              |  |
|  | 4           | Aliona Bolsova     | Aliona Bolsova     | 6           | 6           |  |  |              |                   |              |              |              |  |
|  | WC          | Lisa Pigato        | Lisa Pigato        | 2           | 4           |  |  | 4            | Aliona Bolsova    | 3            | 78           | 6            |  |
|  | WC          | Aurora Zantedeschi | Aurora Zantedeschi | 3           | 5           |  |  | 8            | Federica Di Sarra | 6            | 6            | 2            |  |
|  | 8           | Federica Di Sarra  | Federica Di Sarra  | 6           | 7           |  |  |              |                   |              |              |              |  |

### Sezione 5
|  | Primo turno | Primo turno            | Primo turno            | Primo turno | Primo turno |  |  | Ultimo turno | Ultimo turno           | Ultimo turno           | Ultimo turno | Ultimo turno |  |
|  |             |                        |                        |             |             |  |  |              |                        |                        |              |              |  |
|  | 5           | Giulia Gatto-Monticone | Giulia Gatto-Monticone | 6           | 6           |  |  |              |                        |                        |              |              |  |
|  |             | Chihiro Muramatsu      | Chihiro Muramatsu      | 0           | 2           |  |  | 5            | Giulia Gatto-Monticone | Giulia Gatto-Monticone | 6            | 6            |  |
|  |             |                        |                        |             |             |  |  | WC           | Oksana Kalašnikova     | Oksana Kalašnikova     | 1            | 4            |  |
|  |             |                        |                        |             |             |  |  |              |                        |                        |              |              |  |

### Sezione 6
|  | Primo turno | Primo turno          | Primo turno          | Primo turno | Primo turno |  |  | Ultimo turno | Ultimo turno        | Ultimo turno        | Ultimo turno | Ultimo turno |  |
|  |             |                      |                      |             |             |  |  |              |                     |                     |              |              |  |
|  | 6           | Ankita Raina         | Ankita Raina         | 6           | 6           |  |  |              |                     |                     |              |              |  |
|  | WC          | Rosalie van der Hoek | Rosalie van der Hoek | 2           | 1           |  |  | 6            | Ankita Raina        | Ankita Raina        | 3            | 4            |  |
|  |             | Vivian Heisen        | Vivian Heisen        | 65          | 1           |  |  | 12           | Martina Di Giuseppe | Martina Di Giuseppe | 6            | 6            |  |
|  | 12          | Martina Di Giuseppe  | Martina Di Giuseppe  | 7           | 6           |  |  |              |                     |                     |              |              |  |